# Eric James Denton
Eric James Denton CBE FRS (Bentley, South Yorkshire, 30 de setembro de 1923 — Saint-Just, Cornualha, 2 de janeiro de 2007) foi um biólogo marinho britânico.
Recebeu a Medalha Real de 1987. Foi diretor do laboratório da Marine Biological Association of the United Kingdom em Plymouth, de 1974 a 1987.